# Campeonato Mundial de Taekwondo de 1993
O Campeonato Mundial de Taekwondo de 1993 foi a 11ª edição do evento, organizado pela Federação Mundial de Taekwondo (WTF) entre 19 de agosto a 23 de agosto de 1993. A competição foi realizada no Madison Square Garden, em Nova Iorque, Estados Unidos. 

## Resultados
Os resultados foram os seguintes. 
Masculino
| Evento        | Ouro                          | Prata                       | Bronze                         |
| Até 50 kg     | Coreia do Sul Jin Seung-tae   | Dinamarca · Gergely Salim   | México · Carlos Ayala          |
| Até 50 kg     | Coreia do Sul Jin Seung-tae   | Dinamarca · Gergely Salim   | Canadá · Eamon Nolan           |
| Até 54 kg     | Espanha · Javier Argudo       | Brasil · Alisson Yamagudi   | México · Rubén Palafox         |
| Até 54 kg     | Espanha · Javier Argudo       | Brasil · Alisson Yamagudi   | Estados Unidos · Hyon Lee      |
| Até 58 kg     | Coreia do Sul Kim In-young    | Canadá · Sayed Najem        | Filipinas · Walter Dean Vargas |
| Até 58 kg     | Coreia do Sul Kim In-young    | Canadá · Sayed Najem        | Malásia · Wong Ching Beng      |
| Até 64 kg     | Coreia do Sul Kim Byong-cheol | Brasil · Milton Iwama       | Estados Unidos · David Kang    |
| Até 64 kg     | Coreia do Sul Kim Byong-cheol | Brasil · Milton Iwama       | Espanha · Francisco Zas        |
| Até 70 kg     | Coreia do Sul Park Se-jin     | Canadá · Victor Luke        | Turquia · Mustafa Dağdelen     |
| Até 70 kg     | Coreia do Sul Park Se-jin     | Canadá · Victor Luke        | Alemanha · Aziz Acharki        |
| Até 76 kg     | Coreia do Sul Lim Yong-ho     | Taipé Chinesa · Liu Tsu-len | Egito · Ahmed Zahran           |
| Até 76 kg     | Coreia do Sul Lim Yong-ho     | Taipé Chinesa · Liu Tsu-len | Chipre · Andreas Pilavakis     |
| Até 83 kg     | França · Mickaël Meloul       | México · Víctor Estrada     | Espanha · Juan Wright          |
| Até 83 kg     | França · Mickaël Meloul       | México · Víctor Estrada     | Venezuela · Luis Noquera       |
| Mais de 83 kg | Coreia do Sul Kim Je-kyoung   | Turquia · Ali Şahin         | Nigéria · Emmanuel Oghenejobo  |
| Mais de 83 kg | Coreia do Sul Kim Je-kyoung   | Turquia · Ali Şahin         | França · Thierry Troudart      |

Feminino
| Evento        | Ouro                             | Prata                        | Bronze                        |
| Até 43 kg     | Espanha · Isabel Cruzado         | Indonésia · Rahmi Kurnia     | Estados Unidos · Vicki Slane  |
| Até 43 kg     | Espanha · Isabel Cruzado         | Indonésia · Rahmi Kurnia     | Turquia · Gonca Güler         |
| Até 47 kg     | Coreia do Sul You Su-mi          | México · Águeda Pérez        | Egito · Inas Anis             |
| Até 47 kg     | Coreia do Sul You Su-mi          | México · Águeda Pérez        | Turquia · Gülnur Yerlisu      |
| Até 51 kg     | Taipé Chinesa · Tang Hui-wen     | Espanha · Elisabet Delgado   | Estados Unidos · Diane Murray |
| Até 51 kg     | Taipé Chinesa · Tang Hui-wen     | Espanha · Elisabet Delgado   | Coreia do Sul Won Sun-jin     |
| Até 55 kg     | Coreia do Sul Lee Seung-min      | Turquia · Nuray Deliktaş     | Alemanha · Cathrin Vetter     |
| Até 55 kg     | Coreia do Sul Lee Seung-min      | Turquia · Nuray Deliktaş     | Países Baixos · Sarah Maitimu |
| Até 60 kg     | Espanha · María Jesús Santolaria | Coreia do Sul Park Kyung-suk | Porto Rico · Ineabelle Díaz   |
| Até 60 kg     | Espanha · María Jesús Santolaria | Coreia do Sul Park Kyung-suk | Argentina · Marina Agüero     |
| Até 65 kg     | Coreia do Sul Kim Mi-young       | Grécia · Morfou Drosidou     | Taipé Chinesa · Tsai Pei-shan |
| Até 65 kg     | Coreia do Sul Kim Mi-young       | Grécia · Morfou Drosidou     | Colômbia · Carolina Benjarano |
| Até 70 kg     | Coreia do Sul Park Eun-sun       | Grécia · Ekaterina Bassi     | Finlândia · Veera Liukkonen   |
| Até 70 kg     | Coreia do Sul Park Eun-sun       | Grécia · Ekaterina Bassi     | Taipé Chinesa · Hsu Ju-ya     |
| Mais de 70 kg | Coreia do Sul Jung Myoung-sook   | Venezuela · Adriana Carmona  | Grécia · Elisavet Mystakidou  |
| Mais de 70 kg | Coreia do Sul Jung Myoung-sook   | Venezuela · Adriana Carmona  | Suécia · Anna Widehov         |

## Quadro de medalhas
O quadro de medalhas foi publicado. 
| Ordem | País           | Medalha de ouro | Medalha de prata | Medalha de bronze | Total |
| ----- | -------------- | --------------- | ---------------- | ----------------- | ----- |
| 1     | Coreia do Sul  | 11              | 1                | 1                 | 13    |
| 2     | Espanha        | 3               | 1                | 2                 | 6     |
| 3     | Taipé Chinesa  | 1               | 1                | 2                 | 4     |
| 4     | França         | 1               | 0                | 1                 | 2     |
| 5     | Turquia        | 0               | 2                | 3                 | 5     |
| 6     | México         | 0               | 2                | 2                 | 4     |
| 7     | Canadá         | 0               | 2                | 1                 | 3     |
| 7     | Grécia         | 0               | 2                | 1                 | 3     |
| 9     | Brasil         | 0               | 2                | 0                 | 2     |
| 10    | Venezuela      | 0               | 1                | 1                 | 2     |
| 11    | Dinamarca      | 0               | 1                | 0                 | 1     |
| 11    | Indonésia      | 0               | 1                | 0                 | 1     |
| 13    | Estados Unidos | 0               | 0                | 4                 | 4     |
| 14    | Egito          | 0               | 0                | 2                 | 2     |
| 14    | Alemanha       | 0               | 0                | 2                 | 2     |
| 16    | Argentina      | 0               | 0                | 1                 | 1     |
| 16    | Colômbia       | 0               | 0                | 1                 | 1     |
| 16    | Chipre         | 0               | 0                | 1                 | 1     |
| 16    | Finlândia      | 0               | 0                | 1                 | 1     |
| 16    | Malásia        | 0               | 0                | 1                 | 1     |
| 16    | Países Baixos  | 0               | 0                | 1                 | 1     |
| 16    | Nigéria        | 0               | 0                | 1                 | 1     |
| 16    | Filipinas      | 0               | 0                | 1                 | 1     |
| 16    | Porto Rico     | 0               | 0                | 1                 | 1     |
| 16    | Suécia         | 0               | 0                | 1                 | 1     |
| Total | Total          | 16              | 16               | 32                | 64    |